# 2013年のグランドチャンピオンシップ (独立リーグ)
2013年のグランドチャンピオンシップ（2013ねんのグランドチャンピオンシップ）は、2013年10月19日から10月27日まで、四国アイランドリーグplus優勝チームの徳島インディゴソックスと、ベースボール・チャレンジ・リーグ（BCリーグ）優勝チームの石川ミリオンスターズによる、野球独立リーグ日本一の座をかけて行われたグランドチャンピオンシップである。両チームの対戦は2年ぶりとなる。
徳島は初戦に勝利してグランドチャンピオンシップ初勝利を記録するとともに、アイランドリーグチームの試合での連敗を6でストップしたが、そのあとは石川が2連勝し、迎えた第4戦は9回表2死まで徳島が1点リードする展開から石川が同点に追いついてシリーズでは3年ぶりとなる延長戦に突入。シリーズ新記録となる13回・4時間27分の試合の末、石川が勝利して前回に続いて優勝を決め、BCリーグチームの3連覇となった。

## 日程
以下の予定であった。
- 第1・2戦は10月19・20日に金沢市民野球場
- 第3-5戦は10月26日 - 10月28日にJAバンク徳島スタジアム

- 予備日はBCリーグラウンドが10月21・22日（金沢市民野球場）、アイランドリーグラウンドが10月29 - 31日（JAバンク徳島スタジアム）。

第2戦は雨天のため順延となり、10月21日に開催された。

## 試合結果

### 第1戦
10月19日　金沢市民野球場　開始18:15（試合時間：3時間16分）　入場者数912人
| 徳島 | 0 | 0 | 0 | 0 | 0 | 0 | 1 | 0 | 1 | 2 |
| 石川 | 0 | 0 | 0 | 0 | 1 | 0 | 0 | 0 | 0 | 1 |

（徳）小松、○入野（1勝）、シレット（1S）－小野

（石）上條、マルティネス、●木田（1敗）－納谷、笹沢

### 第2戦
10月21日　金沢市民野球場　開始18:15（試合時間：3時間20分）　入場者数504人
| 徳島 | 1 | 0 | 0 | 0 | 0 | 0 | 1 | 0 | 1 | 3 |
| 石川 | 1 | 2 | 4 | 0 | 0 | 0 | 0 | 0 | 0 | 7 |

（徳）●岩根（1敗）、サノ、安里、宍戸勇希、福岡－小野、山城

（石）○南（1勝）、高、松山、森、木田－納谷

### 第3戦
10月26日　JAバンク徳島スタジアム　開始17:02（試合時間：3時間12分）　入場者数795人
| 石川 | 0 | 3 | 0 | 2 | 0 | 0 | 0 | 0 | 0 | 5 |
| 徳島 | 0 | 0 | 0 | 1 | 0 | 0 | 0 | 0 | 1 | 2 |

（石）○南（2勝）、マルティネス、木田－納谷

（徳）●小松（1敗）、岩根、安里、福岡、木田－小野

（本塁打）
（石）バルデス1号
（徳）大谷龍1号

### 第4戦
10月27日　JAバンク徳島スタジアム　開始17:00（試合時間:4時間27分）　入場者数715人
| 石川 | 0 | 0 | 0 | 0 | 0 | 0 | 0 | 0 | 1 | 0 | 0 | 0 | 3 | 4 |
| 徳島 | 1 | 0 | 0 | 0 | 0 | 0 | 0 | 0 | 0 | 0 | 0 | 0 | 1 | 2 |

（石）上條、松山、マルティネス、○木田（1勝1敗）－納谷、深沢

（徳）山口、入野、シレット、●岩根（2敗）－山城